# Armand Sunierbrug
Armand Sunierbrug (brug 327) is de aanduiding van een draaibrug in Amsterdam. Het brugnummer 327 is al eerder in gebruik geweest.

## Eerste versie
De eerste versie van een brug 327 kwam rond 1884. Vanaf de Kostverlorenvaart waren twee zijkanalen richting westen gegraven voor de bediening van de vuilnisbelt die daar lag ter hoogte van de Eerste en Tweede Hugo de Grootstraat. Over deze twee zijkanalen lagen twee bruggen; brug 327 lag over de zuidelijke. De brug lag ongeveer op de plaats waar later de Buysbrug werd neergelegd. De Beltgracht en de nabijgelegen Beltbrug refereren aan een vuilnisbelt die hier in bedrijf was. De bruggen verdwenen weer, bij de bouw van de beltbrug in de 1932/1933 waren de bruggen al verdwenen.

## Tweede versie
Van ouder datum is een draaibrug over de zuidelijke sluisdeuren van de Oude Entrepotdoksluis, tussen het Entrepotdok en de Nieuwevaart. Deze draaibrug werd rond 1848 aangelegd onder toezicht van de Nederlandsche Rhijnspoorweg-Maatschappij, die op 9 juli 1848 in het Station Amsterdam Weesperpoort een aanbesteding had uitgeschreven. De plannen voor een dergelijke brug zijn ook al te zien op een kaart van een situatieplan uit 1842. Treinen zorgden voor af- en aanvoer van in en uit te klaren goederen. Daarna leidde ze een rustig bestaan. In het voorjaar van 1928 was de brug maanden uit roulatie voor herstelwerkzaamheden. In 1932 werd dit herhaald, maar daarna bleef het stil rondom deze brug. De brug was in de administratie bekend als P-83 hetgeen inhield dat de brug weliswaar in Amsterdam lag, maar niet in beheer was bij de gemeente. Dat werd anders in 1952; de brug moest vernieuwd worden. De gemeente schreef een aanbesteding uit voor:
- het maken en stellen van de stalen bovenbouw, met het inbrengen van de voor hergebruik bestemde gietijzeren onderdelen
- het reviseren van het bewegingswerk, waaronder het voorzien van nieuwe voeringen van alle draaipunten, met het weder inbrengen en aan de nieuwe werken bevestigen daarvan
- het onderhouden van deze werken gedurende drie maanden na de eerste oplevering
- het maken en leveren van een compleet stel werktekeningen in drievoud, aan de hand van bijgaande schetsen.

De brug was daarbij 3,940 meter breed en moest 15,35 meter overspannen.
Het werd een bijzondere draaibrug. Meestentijds wordt bij draaibruggen gebruik gemaakt van een of twee armen. Het scharnierpunt bevindt zich dan in het midden van de doorvaart (gelijkarmige draaibrug, tweearmig) of op een van de landhoofden (ongelijkarmige draaibrug, eenarmig). Vanwege die draaiing hebben draaibruggen aan beide zijden van de armen ronde uiteinden om aan de sluiten bij de wal. Brug 327 is echter een combinatie van twee ongelijkarmige draaibruggen; de draaipunten bevinden zich op beide landhoofden. Om een aansluiting in het midden te hebben, moest er een oplossing gevonden worden. Ronde uiteinden zouden niet op elkaar aansluiten; rechthoekige uiteinden zouden opening van de brug onmogelijk maken. De oplossing werd gevonden door een scheve scheidslijn tussen beide brugdekken. Dat zorgde ervoor dat de brug in een bepaalde volgorde geopend moest worden. Allereerst moesten beide brugdekken “afgezet” worden van de steunpunten. Dan moest de oostelijke arm geopend worden (aan de zijde van de GEB-centrale) en vervolgens de westelijke arm (Veem-gebouwen), sluiting moest in omgekeerde volgorde. Uiteraard moesten beide brugdekken weer vastgezet worden (opzetten). De Dienst der Publieke Werken kreeg deze instructie mee of schreef ze. In september 2020 besloten Burgemeester en wethouders van Amsterdam de brug te vernoemen naar de bioloog en directeur van Artis Armand Louis Jean Sunier.   
De brug ligt afgelegen en valt nauwelijks op, de grote blikvanger hier is de ophaalbrug en rijksmonument Entrepotdoksluis (brug 80); in vergelijking met brug 327 een enorm gevaarte. 

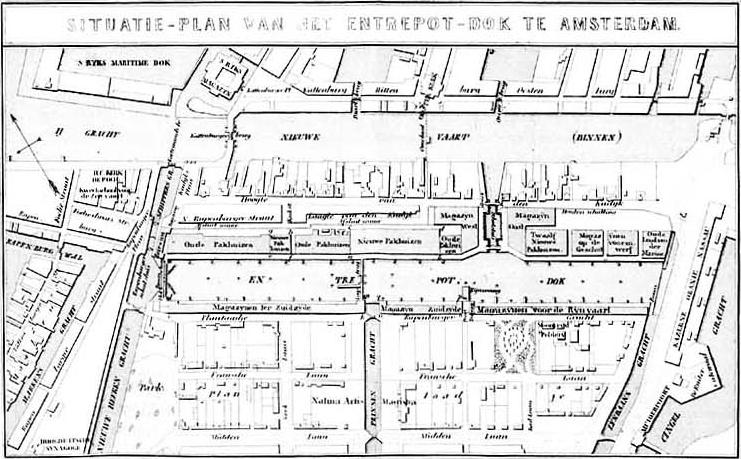
Situatieplan uit 1842 van Stadswerken
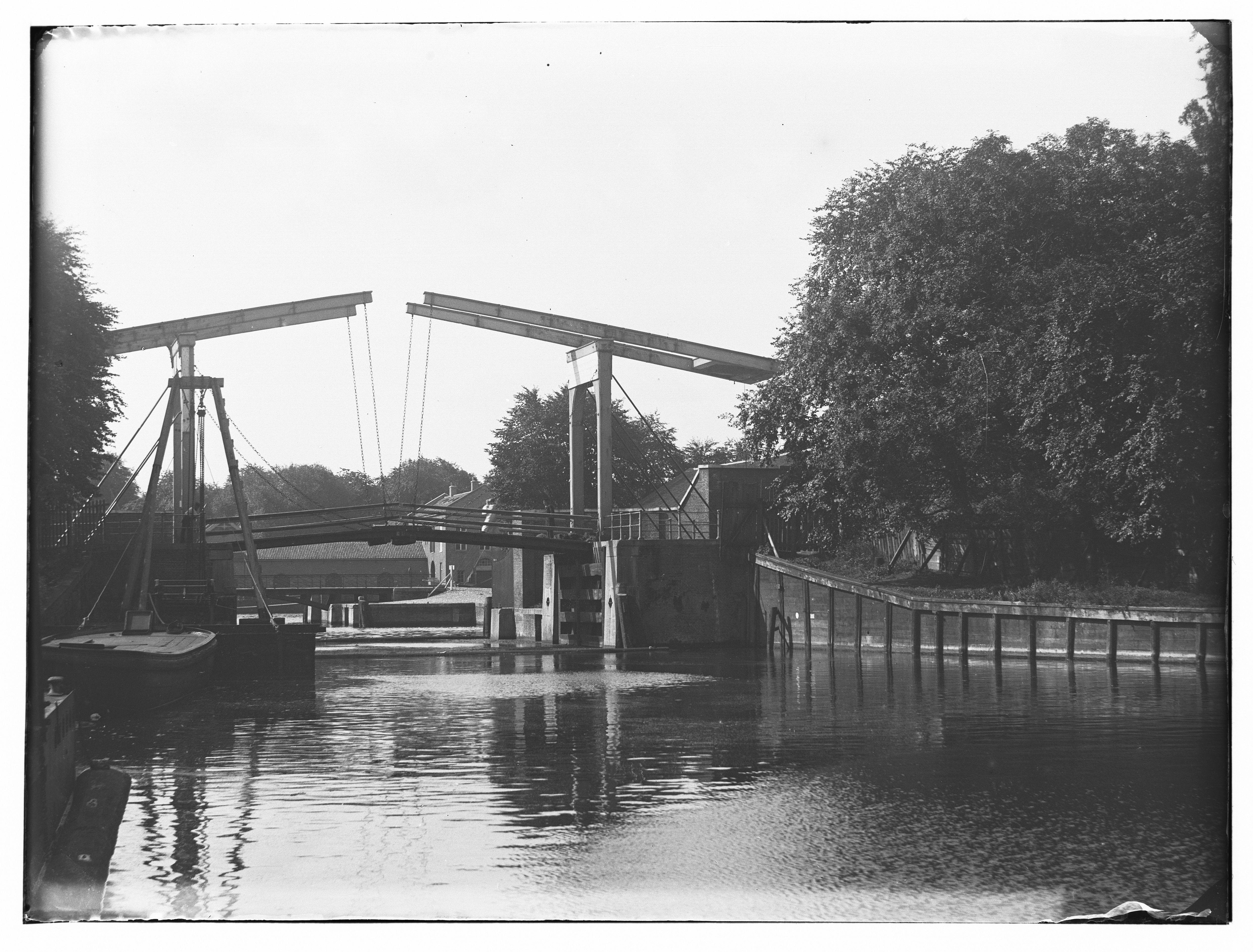
Ook Jacob Olie legde hem toevallig vast (1891) achter brug 80
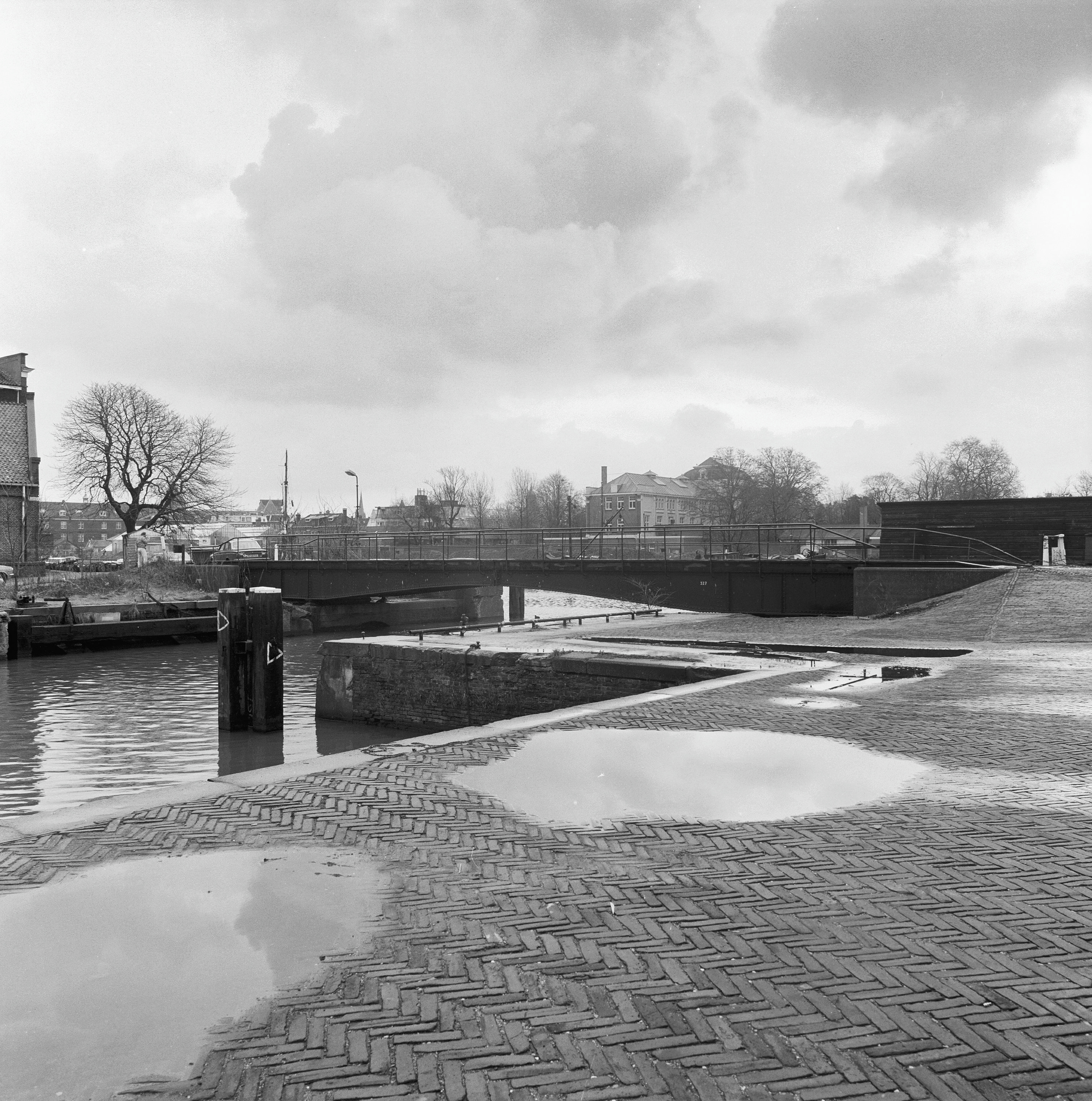
Brug 327 (1981)
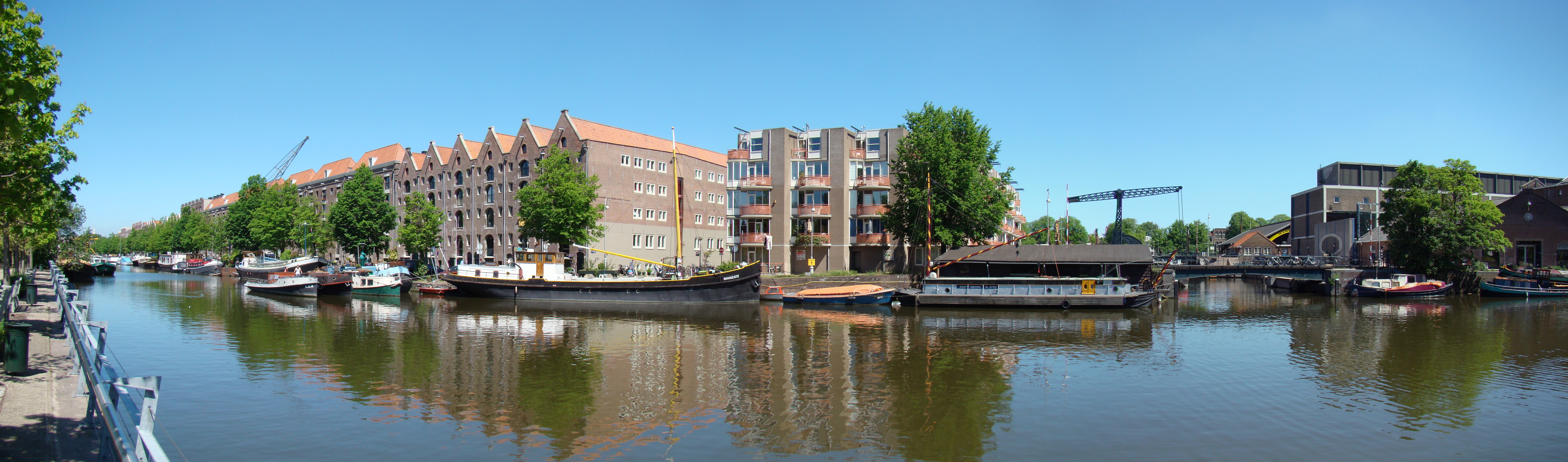
Brug 327 en 80 rechts (2010)
De oorspronkelijke brug 327 (circa 1884)

<<< · 300 · 301 · 302 · 303 · 304 · 305 · 306 · 307 · 308 · 309 · 310 · 311 · 312 · 313 · 314 · 315 · 316 · 317 · 318 · 320 · 321 · 322 · 323 · 324 · 325 · 327 · 328 · 330 · 331 · 332 · 333 · 334 · 335 · 336 · 337 · 338 · 339 · 340 · 341 · 342 · 343 · 344 · 345 · 346 · 347 · 348 · 349 · 350 · 351 · 352 · 353 · 354 · 355 · 356 · 357 · 358 · 359 · 360 · 361 · 362 · 363 · 364 · 365 · 366 · 367 · 368 · 371 · 372 · 373 · 374 · 375 · 376 · 377 · 378 · 379 · 380 · 381 · 382 · 383 · 385 · 386 · 387 · 388 · 389 · 390 · 391 · 392 · 393 · 394 · 395 · 396 · 397 · 398 · 399 · >>>
Brugnummers 319, 326, 329 (tijdelijke duiker in de Ringspoordijk), 369, 370, 384 zijn niet (meer) vergeven.